# Eduardo Oriol

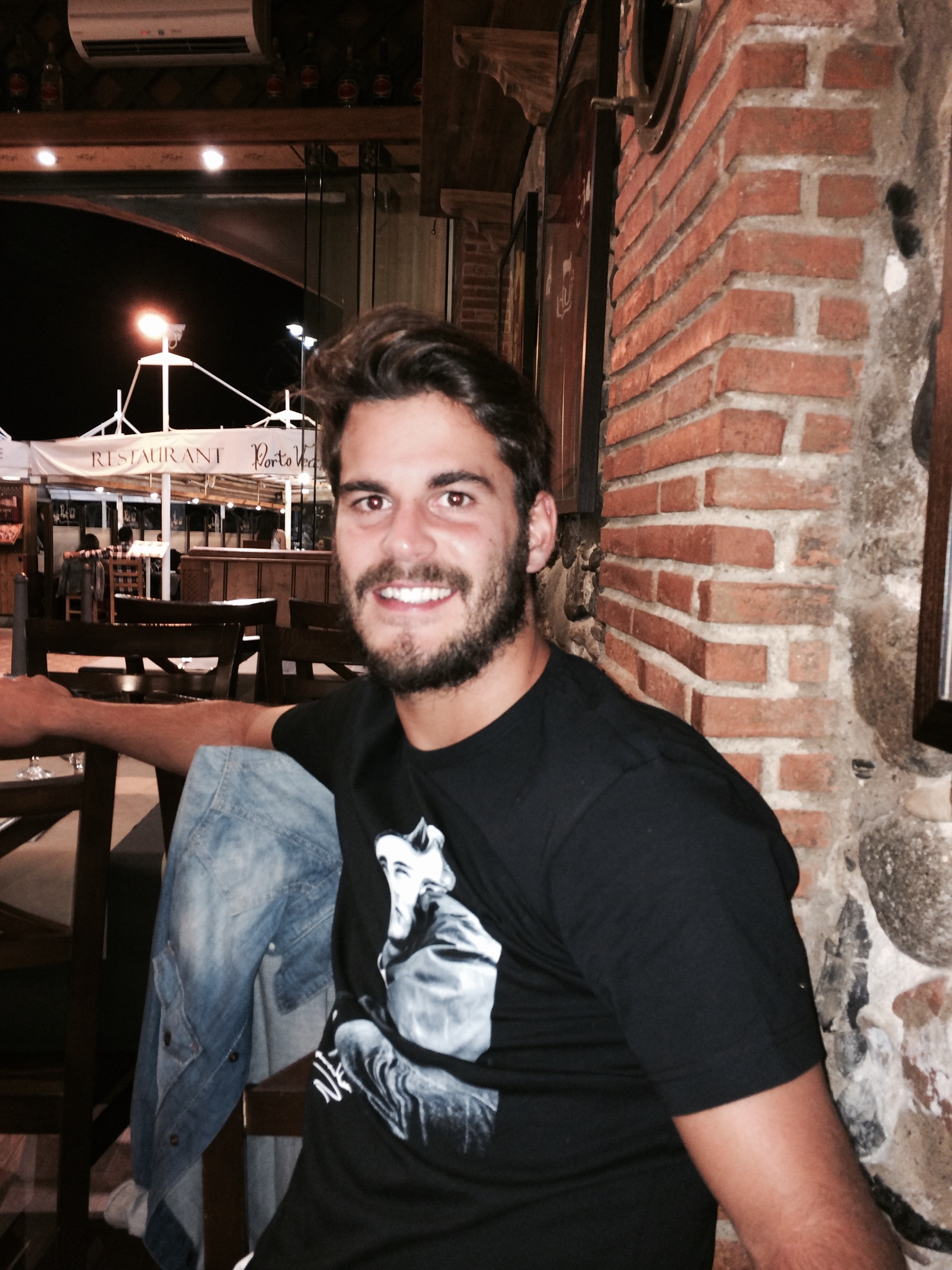

Eduardo Oriol Gracia (Cambrils, 5 november 1986) is een Spaans voetballer. Hij speelt als vleugelaanvaller bij Real Zaragoza. Zijn tweelingbroer Joan Oriol is eveneens profvoetballer en speelt bij Villarreal CF.
Oriol begon met voetballen bij Veteranos de Cambrils. Vervolgens kwam hij via Pobla de Mafumet CF en CF Reus Deportiu bij UE Sant Andreu. Met deze club won de aanvaller in 2008 de Copa Catalunya door in de finale van RCD Espanyol te winnen. Oriol had met twee doelpunten in de halve finale tegen FC Barcelona (3-1) een belangrijk aandeel in het behalen van de finale. Met UE Sant Andreu speelde hij in mei 2009 in de play-offs voor promotie van de Segunda División B naar de Segunda División A, maar zonder succes. In juni 2009 werd Oriol gecontracteerd door FC Barcelona voor het tweede elftal, Barça Atlètic. Hij speelde twee seizoenen bij het team, waarna de aanvaller in 2011 naar Real Zaragoza vertrok.

## Statistieken
| seizoen    | club           | land   | competitie                 | wed. | goals |
| ---------- | -------------- | ------ | -------------------------- | ---- | ----- |
| 2008/09    | UE Sant Andreu | Spanje | Segunda División B Grupo 3 | 6    | 2     |
| 2009/10    | Barça Atlètic  | Spanje | Segunda División B Grupo 3 | 28   | 3     |
| 2010       | Barça Atlètic  | Spanje | Promotieplay-offs          | 5    | 0     |
| 2010/11    | FC Barcelona B | Spanje | Segunda División A         | 31   | 6     |
| Bijgewerkt | 14-06-2011     |        |                            |      |       |